# Rakičan
Rakičan (mađarski: Battyánfalva) je naselje u slovenskoj Općini Murska Sobota. Rakičan se nalazi u pokrajini Prekomurju i statističkoj regiji Pomurju. 

## Stanovništvo
Prema popisu stanovništva iz 2002. godine naselje je imalo 1.523 stanovnika.